# Jeff Zaun
Jeff Zaun (Orange, 2 aprile 1971) è un ex calciatore statunitense di ruolo difensore..
Ha giocato nella Major League Soccer, USISL e nella A-League.

## Carriera
Jeff Zaun inizia la carriera da professionista con il North Jersey Imperials, club allora militante nel campionato USISL, con cui rimane per due stagioni. Nel 1996, viene selezionato al Superdraft dai N.Y./N.J. MetroStars, uno dei club fondatori della Major League Soccer, con cui disputa 21 gare durante la stagione regolare e altre tre partite durante la fase play-off. Rimane a New York altre due stagioni venendo utilizzato come riserva e racimolando appena 14 presenze.
Nel 1999 viene svincolato dalla società e viene ingaggiato dal Chicago Fire con cui però gioca soltanto una partita, da titolare, il 27 settembre contro il San Jose Clash.

## Dopo il ritiro
Dirige il settore giovanile del FC DELCO.

## Statistiche
| Stagione                              | Squadra                               | Campionato                            | Campionato | Campionato | Coppe nazionali | Coppe nazionali | Coppe nazionali | Coppe continentali | Coppe continentali | Coppe continentali | Altre coppe | Altre coppe | Altre coppe | Totale | Totale |
| Stagione                              | Squadra                               | Comp                                  | Pres       | Reti       | Comp            | Pres            | Reti            | Comp               | Pres               | Reti               | Comp        | Pres        | Reti        | Pres   | Reti   |
| ------------------------------------- | ------------------------------------- | ------------------------------------- | ---------- | ---------- | --------------- | --------------- | --------------- | ------------------ | ------------------ | ------------------ | ----------- | ----------- | ----------- | ------ | ------ |
| 1996                                  | N.Y./N.J. MetroStars                  | MLS                                   | 21+3       | 0          |                 | -               | -               |                    | -                  |                    |             | -           | -           | 24     | 0      |
| 1997                                  | N.Y./N.J. MetroStars                  | MLS                                   | 10         | 0          |                 | -               | -               |                    | -                  | .                  |             | -           | -           | 10     | 0      |
| 1998                                  | N.Y./N.J. MetroStars                  | MLS                                   | 4          | 0          |                 | -               | -               |                    | -                  | .                  |             | -           | -           | 4      | 0      |
| Totale New York/New Jersey Metrostars | Totale New York/New Jersey Metrostars | Totale New York/New Jersey Metrostars | 38         | 0          |                 | -               | -               |                    | -                  | -                  | -           | -           | -           | 38     | 0      |
| 1999                                  | Chicago Fire                          | MLS                                   | 1          | 0          |                 | -               | -               |                    | -                  |                    |             | -           | -           | 1      | 0      |
| Totale carriera                       | Totale carriera                       | Totale carriera                       | 39         | 0          |                 | -               | -               |                    | -                  | -                  | -           | -           | -           | 39     | 0      |